# جبل السلام (قفل شمر)

تعديل مصدري - تعديل

جبل السلام هي إحدى قرى عزلة بني جل بمديرية قفل شمر التابعة لمحافظة حجة، بلغ تعداد سكانها 381 نسمة حسب تعداد اليمن لعام 2004.